# Райчевце
Райчевце или Райчевци (на сръбски: Рајчевце или Rajčevce) е село в община Търговище, Пчински окръг, Сърбия.

## История
В края на XIX век Райчевце е село в Прешевска кааза на Османската империя. Според статистиката на Васил Кънчов („Македония. Етнография и статистика“) от 1900 година Раковци е населявано от 500 жители българи християни. Според патриаршеския митрополит Фирмилиан в 1902 година в Райчевце има 13 сръбски патриаршистки къщи. По данни на секретаря на Българската екзархия Димитър Мишев („La Macédoine et sa Population Chrétienne“) в 1905 година в Райчевци (Raïtchevtzi) има 96 българи патриаршисти гъркомани.
В 2002 година в селото живеят 11 сърби.

## Население
- 1948- 124
- 1953- 135
- 1961- 115
- 1971- 96
- 1981- 49
- 1991- 22
- 2002- 11